# TOKYOエアポート〜東京空港管制保安部〜
『TOKYOエアポート〜東京空港管制保安部〜』（トウキョウエアポート・とうきょうくうこうかんせいほあんぶ、英題：Tokyo Airport: Air Traffic Controller）は、2012年10月14日から12月23日までフジテレビ系「ドラマチック・サンデー」枠で放送された日本のテレビドラマ。主演は深田恭子。
フジテレビTWO、フジテレビNEXT、フジテレビONEで2012年10月14日から放送されたスピンオフドラマ『TOKUNOSHIMAエアポート』（全4話）、YouTubeで公開しているスピンオフ『敷島★珈琲 バリスタはまた見た!?』（全7話）も合わせて記述する。

## 概要
地上波の連続ドラマとしては史上初の航空管制官がテーマ。東京国際空港（羽田空港）を発着経由する乗客の命を預かる航空管制官と、航空業界で働く様々な人々の人間模様をリアルに描く。
「ドラマチック・サンデー」枠ではフジテレビの自主制作第2弾となるが、自主制作第1弾『僕とスターの99日』（2011年10月 - 12月）はケイファクトリーが制作協力として携わっており、完全な自主制作となるのは事実上初（かつ唯一）となる。
フジテレビNEXTで放送された東京航空交通管制部（東京ACC）が舞台の「TOKYO コントロール」の2年後を描いた続編である。この為、前作の出演者の一部が東京ACCからの異動など、何らかの形で引き続き出演している。また前作が「航空路管制業務」と「進入管制業務」を取り上げているのに対し、今作は「飛行場管制業務」及び「ターミナルレーダー管制業務」がテーマである。
また、当番組は日曜日21時からの地上波での放送にさきがけて、前週分の再放送（キャッチアップ放送）を地上波の1時間前にあたる20時から21時に「フジテレビTWOドラマ・アニメ」にて放送（ノンスポンサー）を行っている。
当番組は2012年に放送された「ドラマチック・サンデー」の作品で唯一、家族をテーマにしていない。

## あらすじ
空港のグランドスタッフとして働いていた篠田香織は、航空管制官になる夢を叶えるために厳しい研修を終え、羽田空港管制部に配属される。勤務初日、緊張と興奮、不安が入り混じる中、管制塔へと向かった篠田が目にしたものは、緊急事態が起きても冷静に対応して人命を守る管制官たちの姿だった。早速、ベテラン管制官の竹内裕美と共に航空管制を行うことになった篠田は、ケアレスミスで事故の一歩手前となる事態を引き起こしてしまう。追い込まれた篠田は深く落ち込んでしまうが、上司の結城昇の管制官としての思いや渡辺健太の感謝の言葉を聞き、次第に立ち直っていく。

## 出演

### 羽田空港

#### 東京国際空港管制保安部
篠田 香織（新人管制官）〈30〉
演 - 深田恭子
日本航空グランドスタッフから転職。趣味はジョギング。真奈からは最初「篠田っち」と呼ばれていたが、後に「ダッチ」に変わる。
シミュレーター室訓練で前職を活かした「航空機が移動する時間とコスト」を考えた管制を提案するが航空管制業務で最も大切なのは「航空機の安全と秩序」だと訓練官の竹内に考え方を一蹴されてしまう。
しかし、様々なところで空港関係者を観察しており、パイロットとの信頼関係を一番大事にする管制業務を行うことを目標に掲げている。
酒井 真奈（管制官）〈24〉
演 - 佐々木希
幼少期はインドネシアで暮らしていた帰国子女。父親が日本語を教えるために「駄洒落」を引用していたため、会話の端々に駄洒落が混じる。空気を読まないKYキャラであり、香織や山下が畏怖する竹内や近藤にもひるまない。
ワインエキスパートを含む資格11個を取得し、現在はロシア語検定を目指し勉強している。
山下 佑司（管制官）〈24〉
演 - 瀬戸康史
オロネ24を敬愛する電車オタク。近藤から標的にされることが多くよくいじられている。
「管制官に従っていれば間違いが起こらない」という考え方を誇示し、管制官の指示にパイロットが合わせるべきだと主張する。
だが、同僚・航空関係者の志向・性格などが細かく分析されているノートを取り、相手の立場を考える管制をする香織の姿を見て、その頑な主張は軟化していく。
近藤 幸宏（主任管制官）〈32〉
演 - 要潤
既婚者であり2人の子持ち。妻は成田空港の管制官。
言葉遣いや態度は少々乱暴だが管制官としては優秀であり、的確な指示と冷静な判断で部下を牽引する。真奈からは「近ちゃん」と呼ばれている。喫煙者。
竹内 裕美（主任管制官・訓練監督者）〈35〉
演 - 瀬戸朝香（特別出演）
香織を指導する訓練教官。愛称は「竹ちゃんマン」。NASA（アメリカ航空宇宙局）での管制経験もあるベテラン。
横浜の自宅からアルファロメオ・147で通勤し、空港内にある「アンジュ保育園」に息子を預け、激務な管制業務に耐えて邁進している。
自身の希望によりカナダのICAO に出向する。母に世話して貰っている息子が居り、管制官であった夫を交通事故で亡くしている。
岡本 哲治（主任管制官）〈40〉
演 - 長谷川朝晴
東京ACCのある所沢を愛する。埼玉西武ライオンズのファン。夢は東京ACCへの異動。
不気味なキャラクターのデザインが趣味。所沢ゆるキャラコンテストでの入賞歴あり。
結城 昇（主幹管制官）〈48〉
演 - 時任三郎
元東京ACC 主幹・次席代理。
東京ACC時代の管制システムハッキング事件、同時多発ハイジャック事件による日本国内飛行禁止措置 等、ロシア軍ミサイル誤発射に始まった自衛隊員による一連の事件の解決という功績が認められ国土交通省航空局に異動したが、上司から好意的に思われず、羽田に異動、主幹に就任する。
航空保安大学校で講義しているときに熱心に授業を聞いていた香織と知り合う。TOKYO TOWER を統括する立場にあり、乗客・乗員の安全確保を最優先に考え、上司の判断に納得いかない場合は命令違反も厭わない。
一方で管制官の労働環境改善という東京ACC時代からのテーマを掲げている。
矢野 元治（主幹管制官）〈49〉
演 - 梶原善
元東京ACC主幹。飛行場・航空路共に数多くの経験を持ち、結城とは札幌ACC時代からのブレーンでもある。
すでに知り合っている結城を除いて管制官の中で最初に優しく香織に話しかける。
将棋が趣味で、よく管制を将棋に例える事がある。この前に放送された「TOKYO コントロール」の第４・５話”東京ACC管制システムハッキング事件”で高価な駒を結城に使われた経緯を持つ。
久保 悟
演 - 大高洋夫（第2話）
次席管制官。
川上 栄一
演 - 大塚ヒロタ
管制官。
氷室 一生（先任管制官）〈48〉
演 - 別所哲也
国土交通省航空局から東京ACCを経て異動。妻は東京ACC勤務の管制官。
1年先輩でもある結城とは一度、東京ACCで一緒に働いていたが、9年前に同期でもある現在の妻が起こしたインシデントを境に対立関係にあった。
その7年後、東京ACCハッキング事件を機に和解し、一連の事件解決に奔走。航空局に異動した結城の後任として東京ACCに再赴任。その後出世して羽田の先任に就任。再会した結城と協力関係にある。
田辺 明（管制部長）〈57〉
演 - 螢雪次朗
元東京ACC先任。東京ACC時代から結城とよく対立する。
実は経験豊富な現場叩き上げの人物で、GPSに頼らない一昔前の方式も知っている。20年前には氷室を育てた訓練教官だった。

#### 日本航空
桐島 悠〈30〉
演 - 佐藤江梨子
グランドスタッフ。香織の友達。管制訓練で上手くいかず悩んでいる香織の相談に乗る。化粧が濃いことを同僚から指摘されている。
城之内 玲子〈35〉
演 - 山口紗弥加
グランドスタッフ。
飯田 博之〈24〉
演 - 浅香航大
パイロット候補生。現在は研修のためグランドスタッフとして勤務。
シミュレーター訓練ではパニックを起こしてしまい、桐島や城之内にたしなめられる。
流川 ユキ
演 - 野村麻純
航空整備士。
槙野 仁〈43〉
演 - 神尾佑
航空整備士。
工藤 美希〈29〉
演 - 上原美佐
JAL運航管理室ディスパッチャー。
西川 俊一
演 - 忍成修吾
ボーイング777副操縦士。香織・圭介とは元同僚で友人。
777の機種ライセンスを取得するためにJAL112便 で飛行テストに望むが、プライベートジェット機の影響や管制官・山下との無線交信上での意思疎通が出来ていないことが原因で、航空機が風に煽られて上手く着陸出来ずに残されたチャンスは1回を残すのみとなってしまい、この機会を逃すと資格が剥奪されるという危機に陥る。後に山下と懇親会で偶然再会し、口喧嘩に発展したことからライバル関係になる。
香織のコックピット搭乗研修 ではJAL302便副操縦士として同席する。
本上 圭介〈30〉
演 - 平岡祐太
元パイロット研修生。治療のため休職中。香織の恋人である。
車両事故の後遺症で下半身に麻痺が残り、旅客機のパイロットになる夢が絶たれてしまい、心を閉ざし自宅にひきこもっている。香織からの着信も応答せず拒否していたが、周りの支えによりリハビリを行う決意をして病院に通院し、その際に出会った小児ホスピスの患者を対象にした全日空のイベントを見て、再び空の仕事に関わろうと決意、ディスパッチャーとして職場復帰。当面は運航管理者補助業務をこなしながら、運航管理者試験合格 を目指す。

#### 国土交通省空港事務所
田中 和也
演 - 笠原秀幸
空港消防隊員。
杉内 泰三〈45〉
演 - 飯尾和樹（ずん）
航空保安協会所属。バードパトロール。車と侵入者に気づいた。
村田 智弘
演 - 河原健二
バードパトロール。

### 東京航空交通管制部
中島 ハル（管制官）〈29〉
演 - 野波麻帆
所沢の東京ACCに来て5年目。気象予報士の資格も持っている。
ICAOに出向する竹内の後任で羽田空港に異動。竹内の羽田勤務最終日まで訓練を受ける。敷島とは過去に一悶着あったらしい。
神田 綾香（管制官）
演 - 橋本麗香（第8話・最終話）
東京ACC管制官。
JAL302便航空計器不具合や羽田空港停電トラブルに対応する。

### 敷島珈琲
敷島 貴志〈33〉
演 - 野間口徹
元東京ACC管制官。岡本の同期。
京浜急行電鉄・青物横丁駅近くにある敷島珈琲系列店の店長。珈琲の豊富な知識があるが、自身はカフェインアレルギーのため一切珈琲は飲まない。店で珈琲を飲まない保安部の面々に苦言を呈することもしばしば。
横山 博〈61〉
演 - 小野武彦
元東京ACC航空管制技術官。
珈琲に対して豊富な知識がある同僚の敷島をヘッドハンティングし、定年退職後、吉祥寺で敷島珈琲を設立する。

### その他
大野 弥生
演 - きたろう
売店の店員。社員割引で買った売店の商品をサービスで渡すなど、香織のことを心配し気遣っている。
また、空港内の事件や職員の内部情報に詳しい。
竹内 空
演 - 泰斗ホールダウェイ
裕美の息子。父親はアメリカ人。
航空整備士
演 - 斉藤一平

### ゲスト

#### 第1話
渡辺 健太
演 - 土師野隆之介
飛行機を利用するために空港へ向かっていた東京モノレール羽田空港線の車内で香織と出会い、搭乗時間が差し迫っている中で香織の咄嗟の機転で出発時刻に間に合った。

#### 第2話
クリメント
演 - アルノ・ルギャル
病気を患う息子に会うために来日するが、過去に日本からの退去強制処分を受けており入国することは出来ず、密入国を図る。
竹内の母
演 - 丘みつ子

#### 第3話
北川
演 - 堀内正美
ボーイング777機長兼運航部門指導教官。

#### 第4話
矢吹 典子
演 - 木南晴夏
Jaluxワイン・フーズ部主任。
ピエール・ルヴォーが作るヴィラージュ・ヌーボーを買い付け、羽田空港内での解禁イベントを計画するが、ピエール・ルヴォーからワインの風味が足らないので予定していた便に載せられないと言われてしまう。
中途半端なワインで良いから間に合わせてくれと催促することは、完璧なワインを消費者に提供したいという彼の思いを裏切ることになる。どうにかワインをイベント日まで届けることは出来ないかと香織たちに相談する。

#### 第5話
田口 七美
演 - 肘井美佳（最終話）
全日空客室乗務員教育係。
羽田空港近くの病院から操縦士と子供たちが写った古い写真が見つかり、知り合いの山下から依頼を受け、香織と共に記念写真が撮られた背景を調べることになる。
調べを進める中でその写真は「小島フライト」と呼ばれている出来事だと判明し、小島フライトの背景を知るために小児科のホスピス病棟を見学した後、「子供たちのためにメモリアルフライト」を実現させようという香織の提案に賛同する。
米山 貴子
演 - 仲村瑠璃亜
全日空客室乗務員研修生。
客室乗務員はプロフェッショナルな接客が要求されるが、プロとしての自覚や気構えが足らず教官の田口を悩ませている。
真野 光
演 - 新田祐里子
全日空客室乗務員研修生。米山の同期。
小島 鈴子
演 - 池田道枝
5年の歳月を費やし、会社側との交渉を重ねて「小島フライト」を実現させた小島健吾の妻。当時、客室乗務員として小島フライトに乗務していた。

#### 第6話
栗山
演 - 橋爪淳（第7話）
国土交通大臣。
東京空港管制部の視察に訪れたときに羽田空港を日本のハブ空港へと位置づけ、航空機の便数を増やしていくのならば、管制官の労働環境を改善することが最優先事項だと主張する結城の話に耳を傾ける。
視察後、政府専用機でオーストラリア出張に向かっていたが、離陸の際に脳梗塞を発症してしまう。

#### 第7話
斉藤 誠
演 - 菅原大吉
東京空港管制部の他チームの管制官。香織が受けるレーティング試験の試験監督者。
矢野とは将棋仲間でライバル関係にある。
将棋大会で優勝経験がある

#### 第8話
見次
演 - 神保悟志
ボーイング777機長。
香織のコックピット搭乗研修に搭乗したJAL302便に機長として同席するが、エンジンの動作状況を表示する計器やフライトディスプレイが故障し、安全な運航が出来ない状況に陥る。

#### 第9話
横山 誠
演 - 小村裕次郎
JNCニュース報道記者。
米政府機関に対する脅威が発生した；衛星を操作するプログラムがハッキングされ、航空関係のGPS衛星 が使用出来なくなった影響でアメリカの主要空港がシステムダウンを起こした、とホワイトハウス前から伝える。
遠藤
演 - 若杉宏二
福岡ATMC 管制官。
GPSシステムハッキング事件に伴う米国内飛行禁止措置発動の情報を羽田に伝える。
三宅
演 - 飯田基祐（最終話）
ボーイング777機長。
JAL53便でニューヨーク・JFK空港に向かって飛んでいたが、アメリカ国内で飛行禁止措置が発令された為、日本に引き返すよう命令が下る。
上本 仁史
演 - 小倉智昭（最終話）
東京国際空港空港長。

#### 最終話
鈴木 真紀〈38〉
演 - 川原亜矢子
アメリカ連邦航空局勤務。元東京ACC主任管制官。
結城と氷室は東京ACC時代の上官。現在は世界の航空安全向上の為に連邦航空局へ出向中。
氷室にGPSシステムハッキング事件の捜査状況と、事件に伴う米国内飛行禁止措置に関する情報を伝える。元上官の結城の事を気にかけている。

## スタッフ
- 脚本 - 宇田学、徳永友一、早船歌江子
- 脚本協力 - 宇田学
- 音楽 - ティム・ウィン
- 演出 - 西坂瑞城、長瀬国博、髙野舞、成田岳
- セカンドユニット演出 - 髙野舞
- 演出補 - 岩城隆一、國武俊文、吉川忠雄、金城綾香
- 助監督 - 髙野舞
- 選曲 - 近藤隆史
- 音響効果 - 朝倉三紀子
- 視覚効果 - 大里健太
- VFXスーパーバイザー - 鴫原譲
- CGIプロデューサー - 赤羽智史
- VFXディレクター - 山本雅之
- CGデザイナー - 野田伸太郎
- コンポジター - 田中勉
- プロダクションマネージャー - 阪田俊彦
- タイトルバック - 尾形竜太
- タイトルバックCG - 小林一博
- タイトルバック制作 - 千葉美沙都
- レーダー画面 - 木村功一、三村理
- モニター画面 - 岡本喜典
- 協力 - 国土交通省航空局、日本航空、全日本空輸、日本空港ビルデング
- 協力 - 麻田正、ANAメモリアルフライト（第5話）
- 撮影協力 - AIRDO、アメリカン航空、デルタ航空、ソラシド エア、スターフライヤー、Jalux（第4話）
- ハンドベル指導 - 齊藤祥子（最終話）
- プロデュース - 長部聡介、関口大輔
- 協力プロデュース - 羽鳥健一、古都真也
- プロデュース助手 - 田淵麻子
- プロデュース補 - 大坪加奈、松浦朋子、宮内貴子、國枝菜穂子、木村理恵子
- 制作・著作 - フジテレビ

## 劇中使用曲
ドラマチック・サンデーでは初めて主題歌は設定されなかった。
- 劇中挿入歌 - フィフス・ディメンション: ビートでジャンプ "Up, Up and Away"

## サブタイトル
| 各話                                                       | 放送日         | サブタイトル                              | 脚本       | 演出     | 視聴率 |
| ---------------------------------------------------------- | -------------- | ----------------------------------------- | ---------- | -------- | ------ |
| 第1話                                                      | 2012年10月14日 | 空を操る航空管制官、空中衝突を回避せよ!   | 宇田学     | 西坂瑞城 | 14.0%  |
| 第2話                                                      | 2012年10月21日 | 空港緊急閉鎖!迫りくる不審者の影…          | 宇田学     | 西坂瑞城 | 09.4%  |
| 第3話                                                      | 2012年10月28日 | 航空管制官vsパイロット! 空を守る責任とは… | 徳永友一   | 長瀬国博 | 09.3%  |
| 第4話                                                      | 2012年11月04日 | 100年の夢を運ぶ航空管制官!                | 早船歌江子 | 西坂瑞城 | 09.6%  |
| 第5話                                                      | 2012年11月11日 | 1枚の写真に隠された40年前のフライト       | 宇田学     | 髙野舞   | 08.3%  |
| 第6話                                                      | 2012年11月18日 | 究極の選択-1人の命vs200人の命             | 宇田学     | 成田岳   | 08.1%  |
| 第7話                                                      | 2012年11月25日 | 交錯する思い…窮地に立たされた管制官       | 早船歌江子 | 長瀬国博 | 09.7%  |
| 第8話                                                      | 2012年12月02日 | 飛行機トラブルで試される管制官の絆        | 徳永友一   | 成田岳   | 12.0%  |
| 第9話                                                      | 2012年12月09日 | 届かぬ声…エアポート史上最悪の2日間        | 宇田学     | 長瀬国博 | 09.6%  |
| 最終話                                                     | 2012年12月23日 | 感動の最終回!命を守る航空管制官           | 宇田学     | 成田岳   | 10.5%  |
| 平均視聴率 10.2%（視聴率は関東地区・ビデオリサーチ社調べ） |                |                                           |            |          |        |

- 当初最終話は2012年12月16日に放送する予定だったが、衆院選開票速報放送のため12月23日に延期。
- 最終話は「第81回全日本フィギュアスケート選手権」放送のため21:45 - 22:39放映。[23]

## スピンオフ『TOKUNOSHIMAエアポート』
『TOKUNOSHIMAエアポート』は、2012年10月14日から『TOKYOエアポート』スピンオフ企画のテレビドラマとしてフジテレビONE、フジテレビTWO、フジテレビNEXT で放送された。全4話。主演は小池栄子。徳之島空港管制保安部が舞台。
なお実際の徳之島空港は交通量が少ないため、航空管制官並びに航空管制運航情報官は配置されておらず、鹿児島飛行援助センター（鹿児島FSC）に勤務する航空管制運航情報官が無線で対空援助業務を行うリモート空港であり、徳之島空港管制保安部という部署は存在しない。

### あらすじ
大人の事情で東京ACCから異動となった原光治と下柳哲司、そして徳之島生まれ・徳之島育ちの小林淳子が徳之島空港を舞台に日常の管制業務を描くストーリー。

### 出演

#### 徳之島空港管制保安部
小林 淳子〈30〉 - 小池栄子
管制官。下柳の教育係。
原 光司〈41〉 - 音尾琢真
主任管制官。東京ACCから異動。
下柳 哲司〈41〉 - 阪田マサノブ
主任管制官。東京ACCから異動。
下柳 成美〈37〉 - 奥田恵梨華
哲司の妻。夫と同じく管制官だが現在、妊娠しており産休を取っている。

#### その他
鳥羽 大治郎〈68〉 - 村木仁
元管制官。バードパトロール。
スカイエアパイロット / 南国スカイパイロット (声) - 飯野智司（第3 - 4話）
南国スカイパイロット / エアフォースワンパイロット (声) - 平床政治（第3 - 4話）
Special Thanks - 時任三郎、梶原善、深田恭子、佐々木希、瀬戸朝香、川原亜矢子（第4話）

### スタッフ
- 脚本 - 福田雄一、宇田学
- 音楽 - 平床政治
- 演出・編集 - 尾形竜太（FILM）
- 演出補 - 渕上正人、高橋由妃
- アバンナレーション - 梶原善
- CG - 小林一博
- OPイラスト - 柳澤康介
- ビジュアルデザイン - 古里崇司
- 企画プロデュース - 羽鳥健一
- 協力プロデュース - 関口大輔、長部聡介
- ラインプロデューサー - 高比良抗介、玉田祐美子
- プロデュース補 - 千葉美沙都
- 制作協力 - FILM
- 制作・著作 - フジテレビ

### サブタイトル
| 各話  | サブタイトル   | 脚本     |
| ----- | -------------- | -------- |
| 第1話 | スタンバイな話 | 福田雄一 |
| 第2話 | ワンダフルな話 | 福田雄一 |
| 第3話 | 夫婦関係な話   | 宇田学   |
| 第4話 | もしもな話     | 宇田学   |

## スピンオフ『敷島★珈琲 バリスタはまた見た!?』

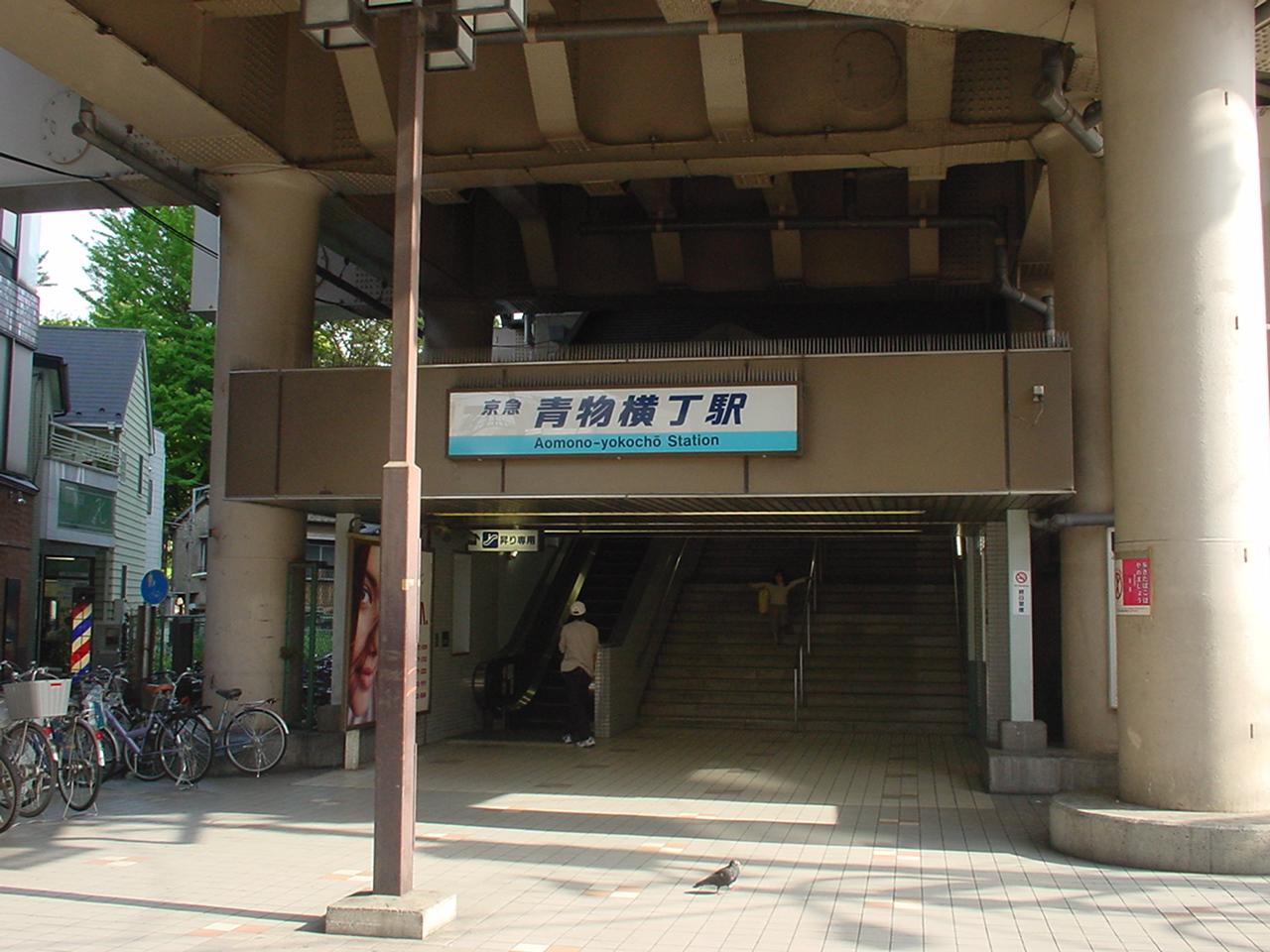
青物横丁駅

『敷島★珈琲 バリスタはまた見た!?』（しきしまこーひー バリスタはまたみた）は、2012年10月21日から『TOKYOエアポート』のスピンオフ企画としてYouTubeで公開された。
この作品以前に2012年1月16日から放送されていたドラマ『ラッキーセブン』のスピンオフ企画として『敷島★珈琲 バリスタは見た!?』がYouTubeで公開された。
全7話。野間口徹の主演で京浜急行電鉄・青物横丁駅近くにある敷島珈琲が舞台となっている。また、本作品では『TOKYOエアポート』で脚本を担当する宇田学が代表を務めている「劇団ピープルパープル」の劇団員がエキストラ として参加している。
第6話のタイトルは『桐島★珈琲 グランド・スタッフは見た!?』（きりしまこーひー グランド・スタッフはみた）となっており、主演の野間口は出演していない。

### 出演
敷島 貴志〈33〉 - 野間口徹

#### 敷島珈琲の客
- 桐島 悠〈30〉 - 佐藤江梨子（第1・6 - 7話）
- 流川 ユキ - 野村麻純（第2 - 7話）
- 中島 ハル〈29〉 - 野波麻帆（第3 - 5・7話）
- 劇団ピープルパープル（第2 - 3・6 - 7話）

#### その他
- Special Thanks - 音尾琢真、阪田マサノブ（第1話） / 梶原善、 時任三郎（第7話）
- 近所の店員 - 飯野智司（第7話）

### スタッフ
- 脚本 - 宇田学
- 音楽 - ティムウィン
- 演出・編集 - 尾形竜太（FILM）
- 演出補 - 田中孝幸
- プロデューサー - 関口大輔、長部聡介
- 協力プロデュース - 羽鳥健一、古都真也
- ラインプロデューサー - 玉田祐美子
- プロデュース補 - 千葉美沙都
- プロデュース助手 - 田淵麻子
- ポストプロダクションマネージャー - 中村滋利
- ビジュアルデザイン - 古里泰司
- イラスト - 柳澤康介
- 制作協力 - FILM
- 制作・著作 - フジテレビ

## エピソード・トリビア

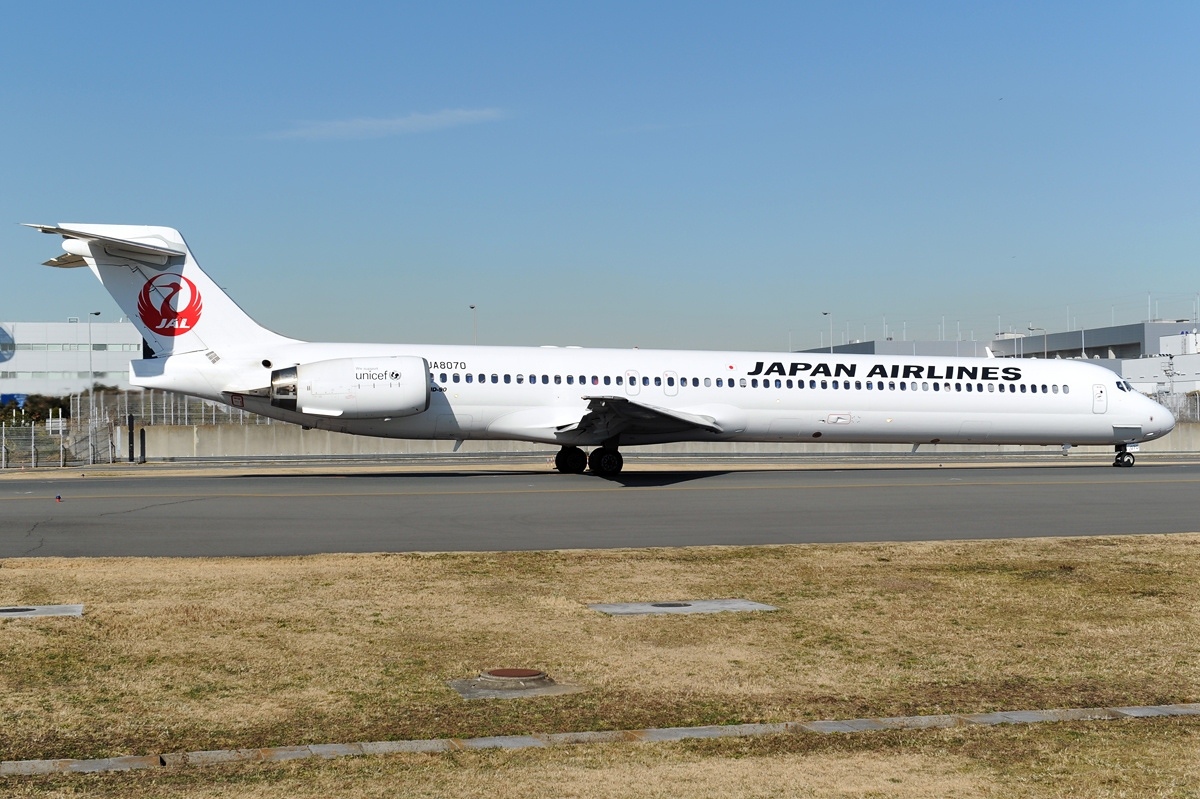
退役直前に劇中に登場した
JAL MD-90 JA8070鶴丸塗装機

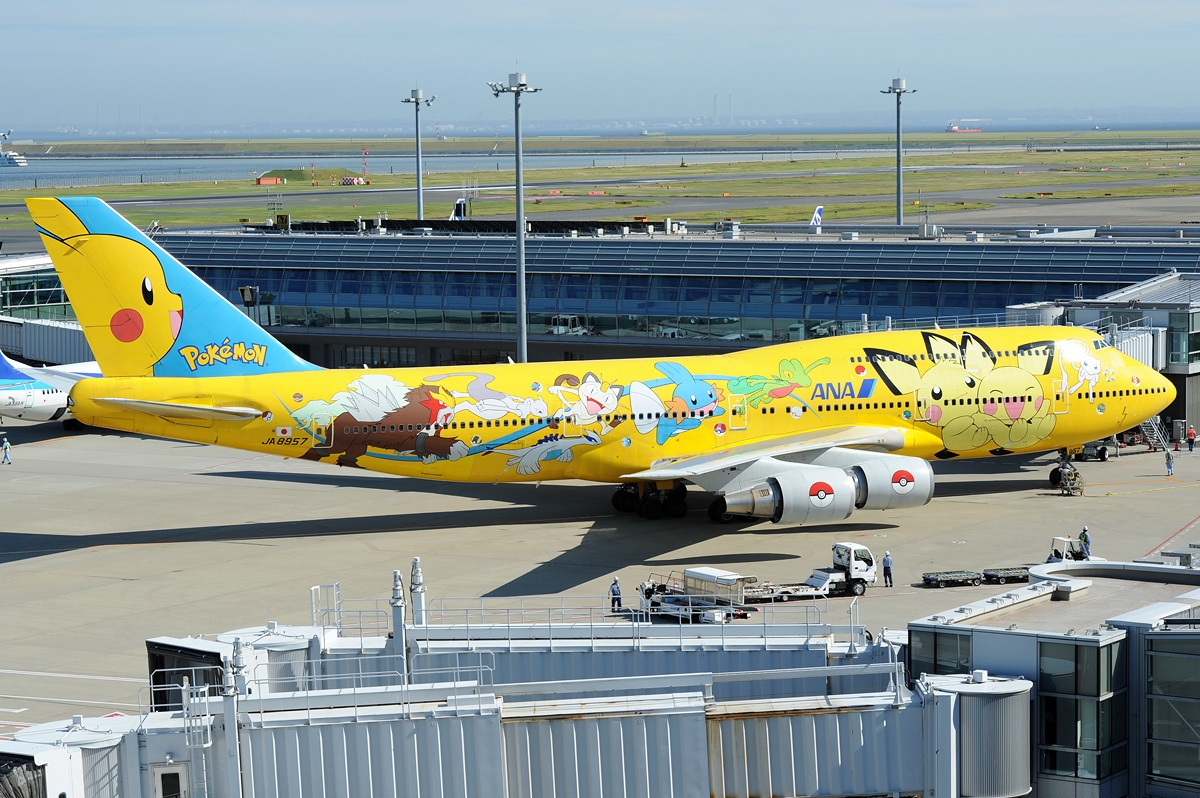
退役直前に劇中に登場した
ANA 747-400D JA8957
ピカチュウジャンボ

- 従来の航空ドラマでは協力会社は1社のみだが、今作は羽田空港における航空管制を題材としているため、日本航空、全日本空輸といった実在のライバル関係にある会社の社員役及び機材が同じドラマの劇中に登場するという非常に稀なことになった。また、空港内の映像および管制におけるコールサインとして、AIRDO・ソラシドエア・スターフライヤーも参加し、国際線再就航後の撮影であるため、本邦外の航空会社としてアメリカン航空、デルタ航空も参加した。主人公の出身や周辺人物の所属がJALである設定のため、クレジットはJALが優先されている。
  - 第5話に関してはANA（全日空）における実在のエピソードである「麻田'Sメモリアルフライト」[26] を題材としているため、クレジットはANAが先で、JALが後で表示された。
- 劇中には退役直前の特別塗装機材が映る事があり、JALのマクドネル・ダグラスMD-90鶴丸塗装機（JA8070・2013年1月20日退役[27]）や、ANAボーイング747-400Dポケットモンスター塗装機「ピカチュウジャンボ」（JA8957・2013年9月30日退役[28]）が映っており、大変貴重な映像となった。
- 制作発表は羽田空港にて行なわれ、深田恭子、佐々木希、瀬戸康史が登壇した。また、事前に三人がオリジナルグッズの缶バッヂを手渡しするイベントも行なわれた。（2012年10月9日）
- 管制塔の撮影セット内見学が一般公募で行なわれ、小中学生10名（同伴保護者1名ずつ）が抽選で招待された。スペシャルゲストとして深田恭子も立ち会った。（2012年12月2日）
- 長谷川朝晴は岡本哲治役として所沢をPRした事で所沢市長から感謝状を贈呈されたうえ、所沢市観光大使に任命された[29]。（2012年12月9日）
- レギュラー管制官役として、田村隆（黒縁眼鏡）や前川茂輝（ウインドブレーカー）なども出演していた。

## 関連作品
- TOKYO コントロール
- ハッピーフライト - 2008年に公開された映画（ANA協力）。本作で主幹管制官役を演じている時任三郎が航空機長役、長谷川朝晴が管制官役、肘井美佳がANAのディスパッチャー役を演じていた。
- GOOD LUCK!! - 2003年1月期にTBS系で放送された連続ドラマ（ANA協力）。本作で管制官役を演じている要潤が航空整備士役、元航空管制技術官役を演じている小野武彦が乗務本部人事部長役を演じていた。
- スチュワーデス刑事8 - 2004年1月に同局系で放送された特別ドラマ（JAL・JAS協力）。本作でJALのディスパッチャー役を演じている上原美佐がJASの客室乗務員役を演じていた。
- アテンションプリーズ - 2006年4月期に連続ドラマ、2007年1月・2008年4月に特別ドラマとして同局系で放送されたドラマシリーズ（JAL協力）。本作でJALのディスパッチャー役を演じている上原美佐がJALの客室乗務員訓練生（2007・2008年は客室乗務員）役を演じていた。
- CAとお呼びっ! - 2006年7月期に日本テレビ系で放送された連続ドラマ。本作でグランドスタッフ役を演じている佐藤江梨子が客室乗務員役（架空の航空会社）を演じていた。
- チープ・フライト - 2013年3月に日本テレビ系で放送された特別ドラマ。本作で航空整備士役を演じた野村麻純が客室乗務員候補生役（架空のLCC航空会社）を演じた。
- キャビンアテンダント刑事〜ニューヨーク殺人事件〜 - 2014年7月に同局系で放送された特別ドラマ（JAL協力）。本作で管制官役を演じている深田恭子と佐々木希が共にJALの客室乗務員役を、主任管制官役を演じている要潤がニューヨーク便の乗客役を演じた。